# 南平镇 (公安县)
南平镇，是中华人民共和国湖北省荆州市公安县下辖的一个乡镇级行政单位。

## 行政区划
南平镇下辖以下地区：
红星社区、胜利社区、新城社区、新田村、中剅村、金马村、鲍关村、青岭村、柘林潭村、蔡田村、拖船埠村、杨堰村、军港村、五一村、中长村、双龙村、朱家湖村和杨家垱村。